# Веннинджер, Магнус

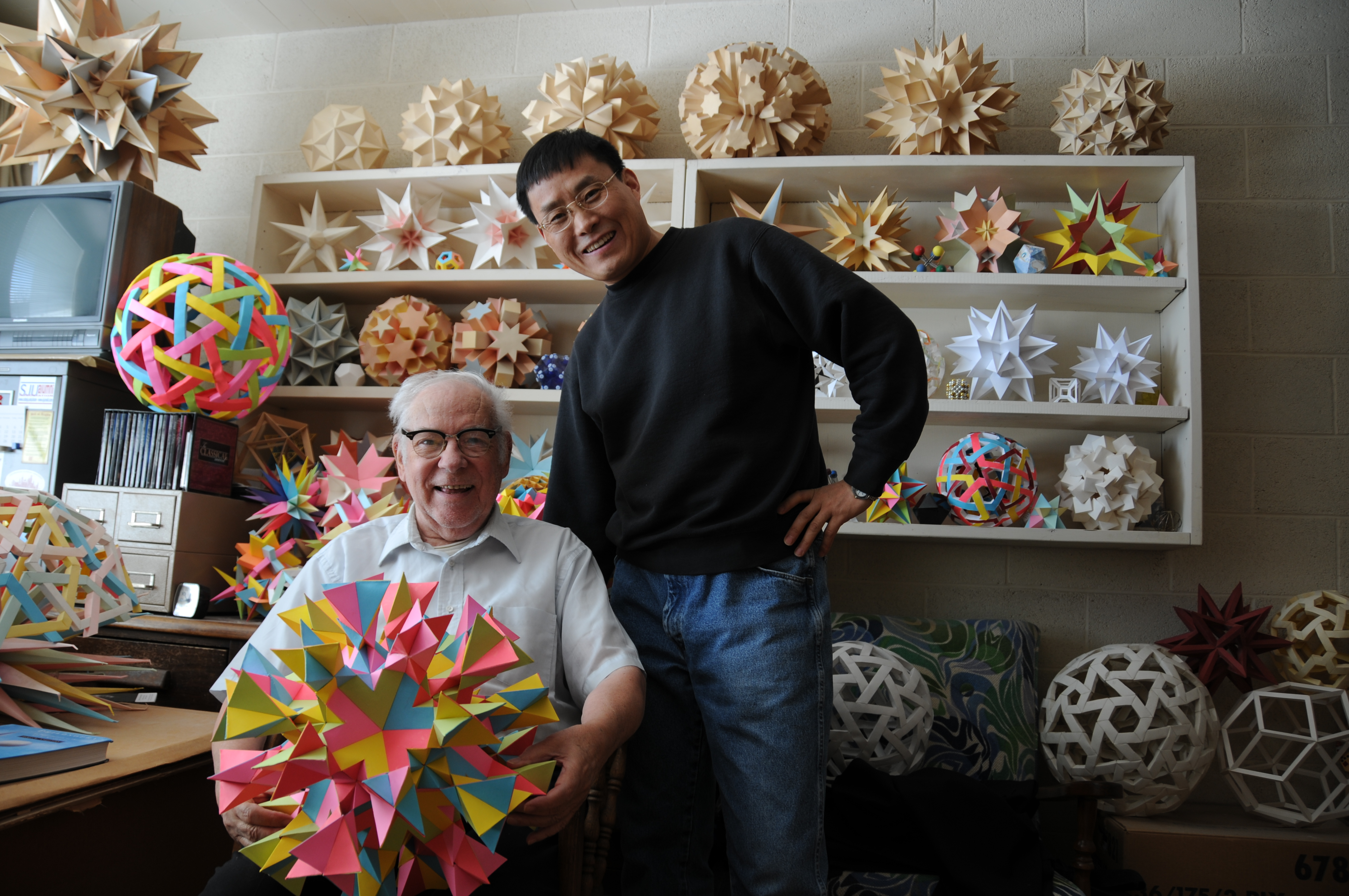
Магнус Венниджер в 2009 году в своей комнате со своими бумажными моделями и студентом по теологии

Отец Магнус Дж. Веннинджер (англ. Magnus J. Wenninger; 31 октября 1919, Парк-Фоллз, Висконсин — 17 февраля 2017) — американский математик.
Известен увлечением склеиванием моделей многогранников, ведению соответствующих занятий в рамках курса математики в школе аббатства на Багамах и как автор трёх книг о многогранниках, первая из которых издана в 1971 году (а на русском языке — в 1974 году).

## Детство и учёба
Родился семье немцев, переселившихся в США. Тогда было принято Йозефа (англ. Joseph) называть Джо. С раннего возраста Веннинджера семья Веннинджера полагала, что Веннинджер будет представителем духовенства.
В 13 лет Веннинджер окончил приходскую школу в Парк-Фоллз штата Висконсин США. Родители Веннинджера в немецкой газете «Der Wanderer» увидели объявление о наборе учащихся в подготовительную школу, находящуюся в Колледжвилле штата Миннесота США и связанную с Университетом Сент-Джонса. Это существенно повлияло на последующую жизнь Веннинджера.
Сначала Веннинджер обучался в подготовительной школе, затем продолжил получать образование в области философии и богословия в школе святого Иоанна.

## Служба
Веннинджер вступил в Бенедиктинский орден, взял монашеское имя Магнус (в переводе с латинского — великий). Могло показаться, что Веннинджер стал известным мастером по моделированию многогранников в результате ряда случайностей и незначительных обстоятельств.
Веннинджер принял сан. Аббат Веннинджера сообщил Веннинджеру о том, что их аббатство основывает школу на Багамах и Веннинджеру (брату Магнусу) поручено преподавать в той школе. Но для преподавания требовалась степень магистра. Для получения степени магистра Веннинджер был направлен в Оттавский университет, расположенный в городе Оттава Канады. Там Веннинджер обучался по специализации «психология обучения», под руководством Томаса Гринвуда с кафедры философии изучал символическую логику и подготовил дипломную работу по теме «Понятие числа согласно Роджеру Бэкону и Альберту Великому».
Веннинджер завершил обучение и прибыл на Багамы. Веннинджер оказался перед выбором, какой предмет вести: английский язык или математику. Веннинджер выбрал математику, так как математика казалась больше соответствующей теме его магистерского диплома. В университете (колледже) Веннинджер не очень много внимания уделял глубокому изучению математических курсов. (В западной модели обучения предусмотрено небольшое обязательное ядро учебных курсов, а достаточно заметная часть курсов — курсы по выбору, на которых учащиеся должны набрать (освоить) не менее определённого количества баллов. Поэтому в школе ограничиваются преподаванием алгебры, евклидовой геометрии, тригонометрии и аналитической геометрии.)
10 лет Веннинджер учительствовал (работал учителем, преподавал), после чего осознал, что начинает отставать — становится «немного несвежим». По предложению своего директора в конце 1950-х на летний период Веннинджер отправился повышать квалификацию в Коллегию учителей Колумбии. Обучение было рассчитано на 4 года. Именно там проявился интерес Веннинджера к «Новой математике» и Веннинджер начал исследовать многогранники.

## Издание трудов
Первым печатным трудом Веннинджера о многогранниках стал изданный в 1966 году буклет «Модели многогранников для класса». Веннинджер написал Г. С. М. Коксетеру и получил от него копию его книги «Однородные многогранники», содержащую список всех (75-и) видов однородных многогранников. Веннинджер, потратив много времени, построил бумажные модели однородных многогранников 65-и (из 75-и) видов, построенные модели показывал в своём классе.
Веннинджер решил связаться с издателями, чтобы узнать, существует ли интерес к появлению книги о многогранниках. Модели Веннинджера были сфотографированы. Веннинджер написал сопутствующий текст, выдержки из текста отправил в находящееся в Лондоне издательство Кембриджского университета. Издатели подтвердили интерес и потребовали, чтобы Веннинджер построил модели однородных многогранников всех (75-и) видов.
Оставшиеся 10 моделей были особенно сложными. Заметную помощь Венниджеру в создании моделей оказал Р. Бакли из Оксфордского университета — написал для вычислительной машины программу расчёта размеров многогранников. Точный расчёт длин рёбер и построение очертаний лицевых поверхностей граней помогли построить модели. В результате впервые были построены бумажные модели однородных многогранников всех (75-и) видов. Работа заняла почти десять лет. И в 1971 году издательство Кембриджского университета издало книгу «Модели многогранников», в основном из-за исключительных по качеству фотографий, выполненных в местечке Нассау на Багамах.
С 1971 года исследовательская деятельность Веннинджера была сосредоточена на проектировании однородных многогранников на поверхность их сфер ограничения. Результатом этой работы стало издание в 1979 году второй монографии Веннинджера — книги «Сферические модели». В книге показано, как регулярный или полурегулярный многогранник может использоваться для построения геодезического купола. Во время работы Веннинджер активно вёл переписку с такими известными математиками, как Хьюго Верхеиен и Жильбер Флеран.
В 1981 году Веннинджер покинул Багамы и вернулся в аббатство святого Иоанна. В 1983 году была издана третья научная монография Веннинджера — книга «Двойственные модели». В книге получили развитие идеи и решения из книги «Модели многогранников». В новой работе показана технология изготовления бумажных моделей таких многогранников, которые были двойственны однородным многогранникам всех (75-и) видов однородных многогранников.

## Основные труды
- Wenninger, Magnus (1971), Polyhedron Models, Cambridge University Press, ISBN 978-0-521-09859-5, MR 0467493
- Русский перевод: Веннинджер М. Модели многогранников. Перевод В. В. Фирсова, под ред. И. А. Яглома. М.: Мир, 1974 г. 236 с.
- Wenninger, Magnus (1979), Spherical Models, Cambridge University Press, ISBN 978-0-521-29432-4, MR 0552023, Архивировано 4 июля 2008, Дата обращения: 4 декабря 2015 Reprinted by Dover 1999 ISBN 978-0-486-40921-4
- Wenninger, Magnus (1983), Dual Models, Cambridge University Press, ISBN 978-0-521-54325-5, MR 0730208

## Первая книга Веннинджера в России
В. В. Фирсов под редакцией И. М. Яглома перевёл на русский язык первую книгу Магнуса Веннинджера «Модели многогранников». Издательство «Мир» издало перевод в 1974 году. Распространению русского издания сопутствовали определённые трудности, вызванные обстоятельствами разного происхождения.
- Несмотря на старания советских издателей, доступная полиграфия книги оказалась весьма скромной. Особенно по сравнению с английским изданием, одним из заметных достоинств которого были великолепные фотографии многогранников.
- В книге Веннинджер обращал больше внимания математической правильности выкроек и не очень заботился, к примеру, о уменьшении количества необходимых склеек, что достаточно заметно увеличивало трудоёмкость сборки и склеивания многих моделей, а также о других возможностях привлечения интереса к моделированию многогранников.

В результате книга, изначально изданная небольшим по тем временам тиражом (даже не указанным на издании), распространялась несколько лет и впоследствии ни разу (на 2015 год) не переиздавалась.
Часть упомянутых недостатков была учтена российскими авторами. В частности, архитектор и преподаватель В. В. Гончар для некоторых популярных (и доступных для большинства заинтересованных читателей по трудоёмкости) моделей переработал выкройки многогранников, минимизировал количество необходимых склеек. К математическим телам также добавились модели нескольких природных кристаллов (изумруда, одной из разновидностей алмаза, оливина и других). В первую книгу по этим разработкам — суперальбом «Кристаллы», вышедший в 1995 году, добавили краткое вступление, содержащее истории некоторых известных драгоценных камней (например, алмаза Шах).
В 1998 году в виде приложения к журналу «Оригами» вышла чёрно-белая книга В. В. Гончар «Модели многогранников», содержит примеры украшения граней математических тел, игры с ними и другое.
Наиболее трудолюбивые и настойчивые читатели до сих пор ссылаются на книгу Магнуса Веннинджера, поскольку она остаётся самым полным изданием по построению моделей однородных многогранников на русском языке.